# 田中圭一 (日本史学者)
田中 圭一（たなか けいいち、1931年3月15日 - 2018年4月4日）は、日本の歴史学者。筑波大学教授、群馬県立女子大学教授。専門は近世史。佐渡島出身。

## 経歴
新潟県佐渡郡金井町（現・佐渡市）出身。新潟県立佐渡高等学校、新潟大学人文学部を卒業後、高校教諭として勤務しながら研究成果を次々と発表。1967年に京都大学に国内留学して小葉田淳に師事。1987年、『佐渡金銀山の史的研究』で第9回角川源義賞受賞。1988年筑波大学教授、95年定年退官、群馬県立女子大学教授。「佐渡を世界遺産にする会」の中心として活躍した。

## 著書

### 単著
- 『佐渡=金山と島社会』日本放送出版協会 1974
- 『佐渡金山』（教育社歴史新書、1980）
- 『島の自叙伝』正続 静山社 1982-84
- 『佐渡金銀山文書の読み方・調べ方』雄山閣出版 古文書入門叢書 1984
- 『天領佐渡 (村の江戸時代史)』1-3 刀水書房 1985-92
- 『佐渡金銀山の史的研究』（刀水書房、1986）
- 『良寛 その出家の実相』（三一書房、1986）
- 『先駆ける群像 佐渡の幕末・維新』（刀水書房、1989）
- 『帳箱の中の江戸時代史』刀水書房 1991-93
- 『良寛の実像 歴史家からのメッセージ』ZΩION社 1994
- 『日本の江戸時代 舞台に上がった百姓たち』刀水書房 1999
- 『百姓の江戸時代』（ちくま新書、2000）
- 『村からみた日本史』（ちくま新書、2002）
- 『病いの世相史 江戸の医療事情』（ちくま新書、2003）

### 共編著
- 松堂『佐渡相川志』編 佐渡高等学校同窓会 1968
- 『佐渡金山史』（中村書店、1970）
- 『佐渡歴史文化シリーズ 2 (日蓮と佐渡)』編 中村書店 1971
- 『佐渡史の謎』（中村書店、1973）
- 『佐渡流人史』磯部欣三共著 雄山閣 1975
- 『佐渡海運史』（中村書店、1975）
- 『佐渡近世史年表』山本仁共編 佐渡史学会 1977
- 『佐渡芸能史』（上・下）（中村書店、1977）
- 『佐渡古城史』（上・下）（中村書店、1980）
- 『佐渡の世阿弥配処』編 金井町教育委員会 1985
- 『柴田収蔵日記 村の洋学者』編注 平凡社東洋文庫 1996
- 石塚宇兵衛『鹿沼町古記録』校注 鹿沼市史編さん委員会編 鹿沼市, 1998
- 『図説佐渡島歴史散歩』佐渡博物館監修 児玉信雄,本間寅雄共編 河出書房新社 1998
- 『新潟県の歴史』桑原正史,阿部洋輔,金子達,中村義隆,本間恂一共著 山川出版社 1998
- 『佐渡江戸時代史年表』山本仁,本間澪子共編著 佐渡史学会 2005